# 스기하라 사다토시
스기하라 사다토시(일본어: 杉原定利, すぎはら さだとし, 생년 미상 ~ 1593년 3월 8일(분로쿠 2년 2월 6일))는 센고쿠 시대의 무장이다. 통칭 스케자에몬(助左衛門). 다른 이름으론 기노시타 사다토시(道松)가 있다.
자식으로는 기노시타 이에사다(木下家定), 도요토미 히데요시(豐臣秀吉)의 정실인 네네, 아사노 나가마사의 정실 조세이인 등이 있다. 이에사다의 아들인 고바야카와 히데아키(小早川秀秋)의 할아버지가 된다.
처음엔 오다 노부나가(織田信長)를 섬겼지만 이후 히데요시를 섬겼다.

## 가계
```
　　　야스이 시게쓰구
　　　┣━━━━━━━━━┓
　┏━누나　　　　　     ┃　
　┃　　　　　　　　     ┃　　
　┗━아사노 나가카쓰 ＝ ┻＝ 나가요시(나가카쓰의 데릴사위, 아사노 나가마사)
　　　┃　　　　 　　  　　　  ┣━━━━━━━━━━━━━━━━━━┳━아사노 요시나가
　┏━아내　　　　 　   　 ┏＝야야(나가카쓰의 양녀 또는 친딸)　   　┣━아사노 나가아키라
　┃　　　　　　　　     　┃　　　　　　　　　　　　　　     　   　┗━아사노 나가시게
　┃　　　　　　　　    　 ┃　기노시타 도키치로(도요토미 히데요시)
　┃　　　　　　　　     　┃  ┃　　　　　　　　　　　　　　　
　┃　　　　　　　  　   　┣＝네네(나가카쓰의 양녀, 기타노만도코로)　　
　┃　　　　　　　  　  　 ┃　　　　　　　　　　　　　　　　　
　┗━스기하라 사다토시━━┻━기노시타 이에사다━━━━━━━━━━┳━기노시타 가쓰토시
　　　　　　　　　　　　　　　　　　　　　　　　　　　            ┣━기노시타 도시후사
　　　　　　　　　　　　　　　　　　　　　　　                  　┗━고바야카와 히데아키

```